# مايك ماهوني
مايك ماهوني (بالإنجليزية: Mike Mahoney)‏ (25 أكتوبر 1950 في المملكة المتحدة - ) هو مدرب كرة قدم ولاعب كرة قدم بريطاني في مركز حراسة المرمى. لعب مع نادي بريستول سيتي ونادي توركي يونايتد ونيوكاسل يونايتد ولوس أنجلوس لايزرز وكاليفورنيا سيرف ‏ وشيكاغو ستينغ.

## وصلات خارجية
- مايك ماهوني على موقع قاعدة بيانات كرة القدم.إي يو (الإنجليزية)